# Марія Єлизавета Валуа
Марія Єлизавета (27 жовтня 1572, Лувр — 2 квітня 1578, Амбуаз) — французька принцеса династії Валуа, єдина дочка короля Франції Карла IX і його дружини Єлизавети Австрійської.
За свідченням мемуаристів П'єра Етуаля і П'єра де Бурдейля Брантома принцеса була розумна не по роках, мала добрий характер.

## Біографія

### Обставини народження
26 листопада 1570 року в місті Мезьєр поєднувалися шлюбом Карл IX, король Франції і герцогиня Єлизавета Австрійська, дочка Максиміліана II, імператора Священної Римської імперії. Під час вагітності королеви, король виявляв особливу турботу про здоров'я вагітної дружини. Очікування первістка у вінценосної пари послужило натхненням для багатьох придворних поетів, серед яких були П'єр де Ронсар і Жан Антуан де Баїф. 27 жовтня 1572 року в палаці Лувр у подружжя народилася дочка — принцеса Марія Єлизавета Французька.
Вона з'явилася на світ, через два місяці після Варфоломіївської ночі, яка загострила в країні і без того складні відносини між протестантами і католиками. Прагнучи запобігти війні між Францією і Англією, заступившейся за французьких протестантів, королева-мати Катерина Медічі через англійського посла в Парижі запропонувала англійській королеві стати хресною новонародженої французької принцеси в ознаменування миру між народами їх держав. У свою чергу з подібною пропозицією вже особисто до королеві Єлизаветі I звернулися до своїх листах батьки дівчинки.
2 лютого 1573 року у церкви Святого Германа Осерского у Парижі відбулося хрещення Марії Єлизавети Французької. Хрещеними принцеси стали герцог савойський Еммануїл Філіберт і англійська королева Єлизавета I, яку на хрещенні представляв Уілльям Сомерсет, граф Вустерський. Ще однією хресною матір'ю Марії Єлизавети стала бабуся по лінії матері, імператриця Марія.

### Дитинство
Принцеса виявилася єдиною дитиною Карла і Єлизавети. Король раптово помер 30 травня 1574 року. 25 листопада 1575 року, овдовіла королева залишила Францію, залишивши дочку при французькому дворі. З самого народження Марія Єлизавета мала слабке здоров'я. Головною економкою при ній була призначена Ізабель Шабо, дружина дворянина Жака Тюрпена де Криссе. У свиту юної принцеси входили дворянки і дворяни, головним чином з Турени і численні слуги.
Вона росла в королівських замках у Амбуаз і Блуа. Потім її перевезли до Парижа, в палац Анжу, який отримав свою назву від титулу колишнього власника, дядька Марії Єлизавети, герцога Анжуйського, який став королем Франції під ім'ям Генріха III. Ставши королем, він передав палац сестрі, королеві Маргариті, дружині наваррського короля Генріха, майбутнього короля Франції під ім'ям Генріха IV. І дядько-король, і тітка-королева дбали про здоров'я і благополуччя племінниці.

### Передчасна смерть
Смерть Марії Єлизавети на шостому році життя 2 квітня 1578 року викликала щиру скорботу в підданих королівства. На наступний день було проведено розтин тіла для бальзамування. Звіт про розтин був опублікований через кілька років італійським лікарем Філіппо Кавриани, що служили в той час при французькому дворі. Дані розтину спростовували підозри в тому, що принцеса була отруєна.
Поминальна меса за Марією Єлизаветою відбулася 9 квітня в соборі Паризької Богоматері. Проповідь над труною принцеси була прочитана королівським проповідником Арно Сорбеном. Її поховали поруч з могилою батька королівській усипальниці в монастирі Святого Діонісія в місті Сен-Дені під Парижем.
18 жовтня 1793 року могила Марії Єлизавети була спустошена французькими революціонерами. У 1817 році її останки були знову поховані у відновленій королівській усипальниці в монастирі Святого Діонісія в Сен-Дені.